# Teixidor de Rüppell
El teixidor de Rüppell (Ploceus galbula) és un ocell de la família dels plocèids (Ploceidae), d'hàbits gregaris i que sovint és utilitzat a Europa com ocell de gàbia.

## Morfologia
- El teixidor de Rüppell fa una llargària d'uns 14 cm.
- Els mascles tenen un plomatge de color groc brillant, amb una màscara facial de color marró. Les cobertores alars són de color marró fosc, amb les plomes vorejades de groc.
- Ulls vermells i bec negre.
- Mandíbula inferior de color gris pàl·lid a la base.
- Les femelles són menys acolorides, de color groc blanquinós per sota.

## Hàbitat i distribució
Sabanes àrides de l'est del Sudan, nord i centre d'Etiòpia, Eritrea, Djibouti, nord i centre de Somàlia i sud-oest de la península Aràbiga. Sovint és observat a les proximitats de llogarets habitats.

## Reproducció
Sovint construeixen els seus nius penjant de les branques d'arbusts. La femella pon tres ous que cova en solitari durant uns 14 dies. Els pollets romanen al niu tres setmanes, en què són alimentats per la femella amb tèrmits i altres insectes.